# John Monnette
John Edward Monnette (* 16. Februar 1982 in San Diego, Kalifornien) ist ein professioneller US-amerikanischer Pokerspieler. Er trägt den Spitznamen Angry John und ist fünffacher Braceletgewinner der World Series of Poker.

## Pokerkarriere

### Werdegang
Monnette spielte von August 2006 bis März 2011 online unter dem Nickname jmonnett. Während dieser Zeit erspielte er sich mit Turnierpoker Preisgelder von rund 215.000 US-Dollar.
Seine erste Geldplatzierung bei einem Live-Turnier erzielte Monnette im April 2004 im kalifornischen Oceanside. Im Juni 2005 war er erstmals bei der World Series of Poker (WSOP) im Rio All-Suite Hotel and Casino am Las Vegas Strip erfolgreich und kam bei zwei Turnieren in die Geldränge. Mitte Oktober 2006 gewann er ein Event im Bicycle Casino in Los Angeles mit einer Siegprämie von 109.000 US-Dollar. Bei der WSOP 2009 erreichte der Amerikaner zwei Finaltische und erspielte sich insgesamt Preisgelder von knapp 250.000 US-Dollar. Mitte Juni 2011 entschied er ein in der gemischten Variante 8-Game gespieltes Turnier der WSOP 2011 für sich und sicherte sich ein Bracelet sowie eine Siegprämie von knapp 280.000 US-Dollar. Im Jahr darauf gewann Monnette bei der WSOP 2012 ein Turnier in Seven Card Stud und erhielt rund 190.000 US-Dollar sowie sein zweites Bracelet. Anschließend belegte er bei der Turnierserie noch einen dritten und einen zweiten Platz, die ihm Preisgelder von knapp 400.000 US-Dollar einbrachten. Aufgrund eines weiteren dritten Platzes bei der im September 2012 in Cannes ausgespielten World Series of Poker Europe belegte der Amerikaner in der Rangliste des WSOP Player of the Year 2012 den vierten Rang. Bei der WSOP 2016 saß er erneut an mehreren Finaltischen und wurde Fünfter beim Rennen um die Auszeichnung als WSOP Player of the Year 2016. Sein drittes Bracelet sowie ein Preisgeld von mehr als 250.000 US-Dollar sicherte sich Monnette bei der WSOP 2017 in der Variante No Limit 2-7 Lowball Draw. Bei der WSOP 2021 setzte er sich bei der Limit Hold’em Championship durch und erhielt sein viertes Bracelet sowie den Hauptpreis von knapp 250.000 US-Dollar. Bei der mittlerweile im Horseshoe Las Vegas und Paris Las Vegas ausgespielten WSOP 2023 gewann der Amerikaner in Limit 2-7 Lowball Triple Draw sein fünftes Bracelet und knapp 150.000 US-Dollar.
Insgesamt hat er sich mit Poker bei Live-Turnieren mehr als 4 Millionen US-Dollar erspielt.

### Braceletübersicht
Monnette kam bei der WSOP 93-mal ins Geld und gewann fünf Bracelets:
| Jahr | Buy-in (in $) | Turnier                                | Teilnehmer | Preisgeld (in $) |
| ---- | ------------- | -------------------------------------- | ---------- | ---------------- |
| 2011 | 02.500        | 8-Game Mix                             | 489        | 278.144          |
| 2012 | 05.000        | Seven Card Stud                        | 145        | 190.826          |
| 2017 | 10.000        | No-Limit 2-7 Lowball Draw Championship | 092        | 256.610          |
| 2021 | 10.000        | Limit Hold’em Championship             | 092        | 245.680          |
| 2023 | 01.500        | Limit 2-7 Lowball Triple Draw          | 522        | 145.863          |